# Straßenradsport-Weltmeisterschaften/Einzelzeitfahren der Männer U23
Das Einzelzeitfahren der Männer U23 ist ein Wettbewerb bei den Straßenradsport-Weltmeisterschaften. Es besteht seit 1996 und wurde zeitgleich mit dem U23-Straßenrennen eingeführt. Die U23-Kategorie ersetzte die der Amateure, die mit Einführung der Einheitslizenz obsolet geworden war.
Bis 2016 erhielten die Sieger eine spezielle Variante des Regenbogentrikots mit einer Stoppuhr auf den Bruststreifen. 2020 fand das U23-Zeitfahren infolge der Corona-Pandemie nicht statt, ansonsten wurde es seit 1996 jedes Jahr abgehalten. Die zu fahrende Distanz beträgt in der Regel zwischen 30 und 40 Kilometern. Im Laufe der Zeit bestanden diverse Zulassungsbeschränkungen für Fahrer, die bereits bei professionellen Teams unter Vertrag standen, siehe U23-Straßenrennen. Insbesondere sind ab 2025 keine Fahrer mehr zugelassen, die bei UCI WorldTeams oder UCI ProTeams beschäftigt sind.

## Palmarès
| Jahr | Austragungsort                      | Gold                                | Silber                              | Bronze                              |
| ---- | ----------------------------------- | ----------------------------------- | ----------------------------------- | ----------------------------------- |
| 1996 | Lugano                              | Luca Sironi                         | Roberto Sgambelluri                 | Andreas Klöden                      |
| 1997 | San Sebastián                       | Fabio Malberti                      | László Bodrogi                      | David George                        |
| 1998 | Valkenburg                          | Thor Hushovd                        | Frédéric Finot                      | Gian-Mario Ortenzi                  |
| 1999 | Treviso                             | José Iván Gutiérrez                 | Michael Rogers                      | Jewgeni Petrow                      |
| 2000 | Plouay                              | Jewgeni Petrow                      | Fabian Cancellara                   | Michael Rogers                      |
| 2001 | Lissabon                            | Danny Pate                          | Sebastian Lang                      | James Perry                         |
| 2002 | Zolder                              | Tomas Vaitkus                       | Alexander Bespalow                  | Sérgio Paulinho                     |
| 2003 | Hamilton                            | Markus Fothen                       | Niels Scheuneman                    | Alexander Bespalow                  |
| 2004 | Bardolino                           | Janez Brajkovič                     | Thomas Dekker                       | Vincenzo Nibali                     |
| 2005 | Madrid                              | Michail Ignatjew                    | Dmytro Grabovskyy                   | Peter Latham                        |
| 2006 | Salzburg                            | Dominique Cornu                     | Michail Ignatjew                    | Jérôme Coppel                       |
| 2007 | Stuttgart                           | Lars Boom                           | Michail Ignatjew                    | Jérôme Coppel                       |
| 2008 | Varese                              | Adriano Malori                      | Patrick Gretsch                     | Cameron Meyer                       |
| 2009 | Mendrisio                           | Jack Bobridge                       | Nélson Oliveira                     | Patrick Gretsch                     |
| 2010 | Geelong                             | Taylor Phinney                      | Luke Durbridge                      | Marcel Kittel                       |
| 2011 | Kopenhagen                          | Luke Durbridge                      | Rasmus Quaade                       | Michael Hepburn                     |
| 2012 | Valkenburg                          | Anton Worobjow                      | Rohan Dennis                        | Damien Howson                       |
| 2013 | Florenz                             | Damien Howson                       | Yoann Paillot                       | Lasse Norman Hansen                 |
| 2014 | Ponferrada                          | Campbell Flakemore                  | Ryan Mullen                         | Stefan Küng                         |
| 2015 | Richmond                            | Mads Würtz Schmidt                  | Maximilian Schachmann               | Lennard Kämna                       |
| 2016 | Doha                                | Marco Mathis                        | Maximilian Schachmann               | Miles Scotson                       |
| 2017 | Bergen                              | Mikkel Bjerg                        | Brandon McNulty                     | Corentin Ermenault                  |
| 2018 | Innsbruck                           | Mikkel Bjerg                        | Brent Van Moer                      | Mathias Norsgaard                   |
| 2019 | Harrogate                           | Mikkel Bjerg                        | Ian Garrison                        | Brandon McNulty                     |
| 2020 | nicht ausgetragen (Corona-Pandemie) | nicht ausgetragen (Corona-Pandemie) | nicht ausgetragen (Corona-Pandemie) | nicht ausgetragen (Corona-Pandemie) |
| 2021 | Brügge                              | Johan Price-Pejtersen               | Lucas Plapp                         | Florian Vermeersch                  |
| 2022 | Wollongong                          | Søren Wærenskjold                   | Alec Segaert                        | Leo Hayter                          |
| 2023 | Stirling                            | Lorenzo Milesi                      | Alec Segaert                        | Hamish McKenzie                     |
| 2024 | Zürich                              | Iván Romeo                          | Jakob Söderqvist                    | Jan Christen                        |

## Medaillenspiegel
| Platz  | Land               | Gold | Silber | Bronze | Gesamt |
| ------ | ------------------ | ---- | ------ | ------ | ------ |
| 1      | Dänemark           | 5    | 1      | 2      | 8      |
| 2      | Australien         | 4    | 4      | 6      | 14     |
| 3      | Italien            | 4    | 1      | 2      | 7      |
| 4      | Russland           | 3    | 3      | 2      | 8      |
| 5      | Deutschland        | 2    | 4      | 4      | 10     |
| 6      | Vereinigte Staaten | 2    | 2      | 1      | 5      |
| 7      | Norwegen           | 2    | 0      | 0      | 2      |
| 7      | Spanien            | 2    | 0      | 0      | 2      |
| 9      | Belgien            | 1    | 3      | 1      | 5      |
| 10     | Niederlande        | 1    | 2      | 0      | 3      |
| 11     | Litauen            | 1    | 0      | 0      | 1      |
| 11     | Slowenien          | 1    | 0      | 0      | 1      |
| 13     | Frankreich         | 0    | 2      | 3      | 5      |
| 14     | Schweiz            | 0    | 1      | 2      | 3      |
| 15     | Portugal           | 0    | 1      | 1      | 2      |
| 16     | Irland             | 0    | 1      | 0      | 1      |
| 16     | Schweden           | 0    | 1      | 0      | 1      |
| 16     | Ukraine            | 0    | 1      | 0      | 1      |
| 16     | Ungarn             | 0    | 1      | 0      | 1      |
| 20     | Südafrika          | 0    | 0      | 2      | 2      |
| 21     | Großbritannien     | 0    | 0      | 1      | 1      |
| 21     | Neuseeland         | 0    | 0      | 1      | 1      |
| Gesamt | Gesamt             | 28   | 28     | 28     | 84     |